# Altmittweida
Altmittweida là một đô thị trong huyện Mittelsachsen, bang tự do Sachsen, nước Đức. Đô thị Altmittweida có diện tích 14,07 km², dân số thời điểm ngày 31 tháng 12 năm 2005 là 2077 người.